# 北岳军区
北岳军区是晋察冀军区下辖的一个省军级军区。

## 历史
1947年11月，察哈尔军区与冀晋军区合并为北岳军区，并组建晋察冀军区第一纵队，隶属北岳军区。
- 军区司令员唐延杰
- 军区政治委员赵振声、王平
- 副司令员萧文玖
- 参谋长张开荆
- 政治部主任张连奎
- 第一军分区（雁北）：司令员王紫峰（1948年6月调六纵副政委）/赖富、政委赵汉，副司令员赖富/巫德鸠
- 第二军分区：司令员王耀南兼，政委武光，副政委李兆炳，参谋长江文。为保证西柏坡外围安全，1948年初留下两个大团，即第十一团、第十团，各2000余人，武器杂旧，每人子弹不足七发， 重炮只有一门100公厘的日式迫击炮，共五发炮弹，其余迫击炮都是60公厘口径的。仓库里有1000余颗地雷，是我军兵工厂制造的。
- 第三军分区（平西）：司令员萧思明、政委高鹏先
- 第四军分区（建屏）
- 第五军分区（易水）：司令员熊奎、政委周小舟
- 第六军分区（察南）：司令员纪亭榭、政委杨世杰

晋察冀军区第一纵队1947年11月19日在获鹿县大河镇成立。北岳军区首长兼任纵队领导。1948年北岳军区组建野战纵队，抽调军区、各军分区的主力团去野战部队。各军分区几乎成了空架子。
- 第一旅：1946年8月2日在五台县东冶镇成立。旅长曾美，政委丁莱夫，副旅长刘东记，政治部主任智生元
  - 第1团：1939年7月在平山县成立的第二军分区第5、第6大队一部和第四军分区第9大队合编为晋察冀军区第19团。1945年12月编入冀晋（赵尔陆）纵队第2旅为第6团。1946年8月2日编入独立第一旅为第1团。团长李克林，政委李开。
  - 第2团：1945年12月第二军分区第43团第二营与河北区队、河南区队各一个中队合编组建第二军分区独立第1团。1946年8月2日编入独立第一旅为第2团。团长吴恒富，政委温藏宝。
  - 第3团：1947年8月以冀晋军区警备第3团（1945年10月在定襄县以二分区43团一部组建）改编为独一旅第3团，团长赵兴玉，政委许鸿钧。
- 第二旅：1947年8月在五台县东冶镇成立。旅长成少甫，政委钟炳昌，副旅长刘苏（兼参谋长），副旅长秦永寿，政治部主任范富山。
  - 第4团：1937年10月成立察绥游击军第1支队，先后编入雁北支队、应县支队。1945年8月改为冀晋军区独立第12团。1947年8月与警备第1、第2、第8团各一部合编为独二旅第4团。团长张一波，政委杨子安。
  - 第5团：1938年成立晋察冀三分区定县大队，1945年8月改编为第49团第3营。1946年7月扩编为警备第7团。团长李喜亭，政委朱卿云。
  - 第6团：前身冀晋军区三分区铁路支队。1945年11月改编为三分区独立第6团，后改为警备第6团。团长王祥云，政委钟枝棋。
- 第三旅：1946年6月在易县组建的察哈尔军区独立第4旅改称。旅长马辉，政委黄连秋，副旅长王茂全，参谋长徐月波，政治部主任李君彦。
  - 第7团：1945年3月由易县、徐水、涞源、保满、龙华、定易支队各抽一个连组成的一分区45团。1945年9月扩编为大团改为冀察（郭天民）纵队第六旅第18团。1946年4月改编为第四军分区保安第三大队。1946年6月编入独立四旅为第10团。团长李尚德，政委张培信。
  - 第8团：1947年8月1日在涞水县板城村，以房山、定兴、涞源支队各1个连为基础，补充新兵，组建独立四旅第11团。团长邹林，政委杨力耕
  - 第9团：1945年9月平西十一分区特务连、宛平新兵连、宛平武工第3队、门头沟工人大队为基础，补入新兵在宛平县南兴房组建宛平独立团。1946年2月，良乡大队编入，改称五分区独立2团。1946年6月编入独立四旅为第12团。团长王茂全，政委侯国梁

1948年8月，第一纵队编入华北三兵团。
1949年1月15日，以北岳区党委、行政委员会、北岳军区为基础，组建了察哈尔省省委、省政府、察哈尔军区。